# Свёкла венчикоцветная
Свёкла венчикоцветная (лат. Beta corolliflora) — вид рода Свёкла подсемейства Маревые (Chenopodioideae), семейства Амарантовые (Amaranthaceae).

## Ботаническое описание
Многолетнее травянистое растение высотой до 150 см. Соцветие-клубочек. Цветки белые, невзрачные. Цветёт в июне. Произрастает на опушках, лугах, травянистых склонах.

## Ареал
В России встречается в Западном Кавказе. За рубежом обитает в Армении, Иране и Турции.

## Охранный статус
Вид с неопределённым статусом. Занесена в Красную книгу Российской Федерации. Вымирает в связи с хозяйственным освоением территорий, в местах своего произрастания.

## Таксономия
Вид был описан в 1940 году киевским генетиком Зосимович, по образцам сборов из Армении, проведённых в сентябре 1931 года в окрестностях Дарачичага, на северных склонах.
Ранее растение могли рассматривать в качестве разновидности или формы свёклы трёхстолбиковой	(Beta trigyna).

### Синонимы
- Beta trigyna var. glaberrima K.Koch,  Linnaea 17: 311. 1843
- Beta trigyna var. praealta K.Koch,  Linnaea 22: 180. 1849
- Beta trigyna f. subpilosa Aellen, Ber. Schweiz. Bot. Ges. 48: 481. 1938
- Beta trigyna f. glaberrima (K.Koch) Aellen, Ber. Schweiz. Bot. Ges. 48: 481 1938